# A Beard of Stars
| Recensione              | Giudizio    |
| ----------------------- | ----------- |
| AllMusic                |             |
| Sputnikmusic            | 3.5 (Great) |
| Piero Scaruffi          | [ 3 ]       |
| Dizionario del Pop-Rock | [ 4 ]       |
| 24.000 dischi           | [ 5 ]       |

A Beard of Stars è il quarto album discografico del gruppo musicale rock britannico Tyrannosaurus Rex, pubblicato nel marzo del 1970.

## Tracce

### LP
Lato A
Testi e musiche di Marc Bolan.
1. Prelude – 1:03
2. A Day Laye – 1:56
3. Woodland Bop – 2:18
4. Fist Heart Mighty Dawn Dart – 3:25
5. Pavilions of Sun – 3:30
6. Organ Blues – 3:28
7. By the Light of a Magical Moon – 2:52
8. Wind Cheetah – 3:20

Lato B
Testi e musiche di Marc Bolan.
1. A Beard of Stars – 1:34
2. Great Horse – 2:24
3. Dragon's Ear – 2:37
4. Lofty Skies – 3:35
5. Dove – 2:05
6. Elemental Child – 6:16

## Formazione
- Marc Bolan - voce, chitarre, organo, basso
- Micky Finn - controcanto, tamburi marocchini in terracotta, tabla, cimbalini a dita, basso

Note aggiuntive
- Tony Visconti - produttore (per la Straight Ahead Productions)
- Registrazioni effettuate al Trident Studios di Londra, Inghilterra
- Malcolm Toft - ingegnere delle registrazioni
- Pete Sanders - foto copertina album originale
- June Child - design copertina album originale[6]

## Classifica
Album
| Anno | Classifica            | Posizione raggiunta |
| ---- | --------------------- | ------------------- |
| 1970 | Official Albums Chart | 21                  |